# Joaquín Alonso
Joaquín Alonso González (Oviedo, España, 9 de junio de 1956) es un exfutbolista y entrenador de fútbol español. Jugaba como centrocampista y desarrolló la totalidad de su carrera deportiva en el Real Sporting de Gijón, equipo del cual es el futbolista con más partidos oficiales disputados en su historia. Además, fue internacional con España y disputó el Mundial de 1982. Entre 2002 y 2019 dirigió a la selección española de fútbol playa, cargo que abandonó para ejercer como responsable de relaciones institucionales del Sporting de Gijón.

## Trayectoria
Militó durante dieciséis temporadas en el Real Sporting de Gijón, debutando en un partido liguero disputado en El Molinón de Gijón, que enfrentó al Sporting con el Levante Unión Deportiva en la temporada 76/77, esa temporada acabó con el ascenso del equipo a Primera División, donde Joaquín desarrollaría el resto de su carrera. Cuando se retiró al término de la campaña 1991-92 había llegado a disputar 479 partidos en Primera División, lo cual constituía el récord absoluto de la categoría en ese momento.
En total, jugó 644 encuentros oficiales con la camiseta del Sporting en los que consiguió un ascenso a Primera en la temporada 1976-77, un subcampeonato de Liga en la 1978-79, y dos finales de Copa del Rey, en 1981 y 1982. También disputó en seis ocasiones la Copa de la UEFA.

## Selección nacional
Debutó con la selección española el 14 de noviembre de 1979 ante Dinamarca. Formó parte del combinado nacional que compitió en los Juegos Olímpicos de Moscú 1980 y en el Mundial de 1982, celebrado en España. En total, jugó dieciocho partidos internacionales en los que logró anotar un gol.

### Participaciones en Copas del Mundo
| Mundial                        | Sede   | Resultado    |
| ------------------------------ | ------ | ------------ |
| Copa Mundial de Fútbol de 1982 | España | Segunda fase |

## Clubes
| Club                   | País   | Año       |
| ---------------------- | ------ | --------- |
| U. D. Gijón Industrial | España | 1974-1975 |
| C. D. Gijón            | España | 1975-1976 |
| Real Sporting de Gijón | España | 1976-1992 |

## Palmarés

### Copas internacionales
| Título              | Club               | País                         | Año  |
| ------------------- | ------------------ | ---------------------------- | ---- |
| Euroliga EBSL       | Selección española | Knokke (Bélgica)             | 2003 |
| Euroliga EBSL       | Selección española | Marsella (Francia)           | 2006 |
| Copa de Europa EBSC | Selección española | Bakú (Azerbaiyán)            | 2008 |
| Copa de Europa EBSC | Selección española | Roma (Italia)                | 2009 |
| Mundialito          | Selección española | Vila Nova de Gaia (Portugal) | 2013 |
| Copa de Europa EBSC | Selección española | Bakú (Azerbaiyán)            | 2014 |